# Offshore Northern Seas
Offshore Northern Seas (ONS) er en norsk Almennyttig organisationsfond, som er en af verdens største mødesteder for den internationale energibranche. Arrangementet ONS, som arrangeres af fonden ONS, afholdes i august hvert andet år i Stavanger, Norge. Arrangementet består af en udstilling, en konference og fra 2022 et større debatprogram og netværksarrangement i Stavanger centrum. ONS 2018 havde 68.174 besøgende fra over 98 forskellige lande.

## Historie
Da olie og gas blev fundet i Nordsøen i begyndelsen af 1970erne, opstod der et behov for et mødested for selskaberne i den nye industri. ONS blev stiftet af Stavanger Kommune, Statoil, messecentret Stavanger Forum og Norsk Petroleumsforening i 1974. Samme år blev det første ONS-arrangement afholdt.
Da ONS blev stiftet var navnet en forkortelse for Offshore North Sea, da arrangementet på daværende tid hovedsagelig var rettet mod selskaber som opererede i Nordsøen. Efterhånden udvidede branchen produktionen til andre områder af den norske kontinentalsokkel. ONS voksede, og tog efterhånden sig af problemstillinger som omfattede den internationale energibranche. Navnet blev derfor ændret til Offshore Northern Seas. I dag er arrangementet kun kendt som ONS. 
Siden 2010 har ONS taget retning mod et bredt energimarked, og arrangementet i 2020 skulle markere et stærkt fodfæste inden for vedvarende energi. ONS arrangerer en række mødesteder og arrangementer over hele verden, ofte i partnerskab med andre selskaber og organisationer. 
Siden det allerførste ONS-arrangement i 1974 har kong Harald V, først som kronprins og siden som konge, været patron for ONS. Beskytterskabet forlænges hvert femte år, og blev i 2020 forlænget med endnu fem år.

## Arrangementer
- 2022 – TRUST
- 2020 – Together
- 2018 – Innovate
- 2016 – Transition
- 2014 – Changes
- 2012 – Confronting Energy Paradoxes
- 2010 – Energy for more people
- 2008 – Energy for one world
- 2006 – Bridging the energy gap
- 2004 – Shaping our energy future
- 2002 – Energizing a new generation
- 2000 – Shaping the future of the energy industry
- 1998 – Energy needs and environmental demands
- 1996 – Oil and gas beyond 2000 – new frontiers
- 1994 – A changing world – a changing industry
- 1992 – Future energy markets – political and technological perspectives
- 1990 – The petroleum industry adjusting to new realities
- 1988 – Oil and gas in the 1990’s – perspectives, challenges and opportunities
- 1986 – Northern waters: new political, economic and technical opportunities and concerns
- 1984 – Uncertainties and innovation – management of northern offshore resources
- 1982 – Production of oil and gas from deep and hostile waters
- 1980 – Uncertainties in the management of the offshore petroleum resources.